# Masia de Sebastià
La Masia de Sebastià era una masia del poble d'Espills, de l'antic terme ribagorçà de Sapeira, pertanyent actualment al municipi de Tremp.
Estava situada al sud-est d'Espills, al costat nord del turó de Penarroia, al Serrat del Coscollar, primer serrat paral·lel a llevant del Serrat de la Verge Maria, que és el que davalla des d'Espills cap al sud.